# Margarete Braun (Theologin)
Margarete Braun (* 15. Dezember 1893 in Hamburg; † 22. April 1966 ebenda) war eine deutsche Theologin. Sie galt als Vorreiterin bei der Durchsetzung von Frauenrechten protestantischer Theologinnen.

## Leben und Wirken
Margarete Braun war das älteste Kind eines Oberpostinspektors. Von 1900 bis 1910 erhielt sie eine Schulausbildung an Lyzeen in Lissa, Eupen und Neuwied. Nach der Reifeprüfung am Oberlyzeum in Wiesbaden im Februar 1913 absolvierte sie eine Seminarklasse und erhielt 1914 das Lehramtsexamen. Im Herbst desselben Jahres erhielt sie in Wiesbaden eine Lehrstelle und bestand ein Jahr später die Ergänzungsprüfungen für Latein und Griechisch. Vom Wintersemester 1915/16 bis zum Sommersemester 1921 studierte sie Philologie und Theologie an Universitäten in Frankfurt am Main, Breslau, Jena und Marburg. Da sie eigentlich Oberlehrerin werden wollte, beschäftigte sie sich zu Beginn des Studiums insbesondere mit Pädagogik und Geschichtswissenschaften. Nach dem ministeriell bewilligten ersten theologischen Examen 1919 in Marburg konzentrierte sie sich ausschließlich auf Theologie und legte im Frühjahr 1921 die erste theologische Prüfung ab.
Vom 1. Oktober 1921 bis Ende 1925 beschäftigte sich Margarete Braun mit der Jugendarbeit der Gemeinde der Ringkirche in Wiesbaden. Ab dem 1. Januar 1926 wirkte sie an der St. Nikolaikirche in Hamburg, wo sie ebenfalls mit Jugendlichen arbeitete. Nach dem zweiten theologischen Examen im September 1926 wurde sie zur Pfarramtshelferin ernannt und am 19. Februar 1928 eingesegnet. Braun sprach in Andachts- und Bibelstunden, die von Frauen und Jugendlichen besucht wurden. Sie hielt Kindergottesdienste ab und bereitete Konfirmandenunterricht vor, den sie auch selbst erteilte. In der Gemeinde engagierte sie sich in seelsorgerischen und sozialen Angelegenheit von Frauen und Mädchen. Neben Religionsunterricht am Caspar-Voght-Gymnasium in Hamm redigierte sie das Gemeindeblatt St. Nikolai-Bote, für das sie viele kleine Beiträge schrieb. 1931 gehörte sie zu den Gründungsmitgliedern des deutschen Zonta-Clubs.

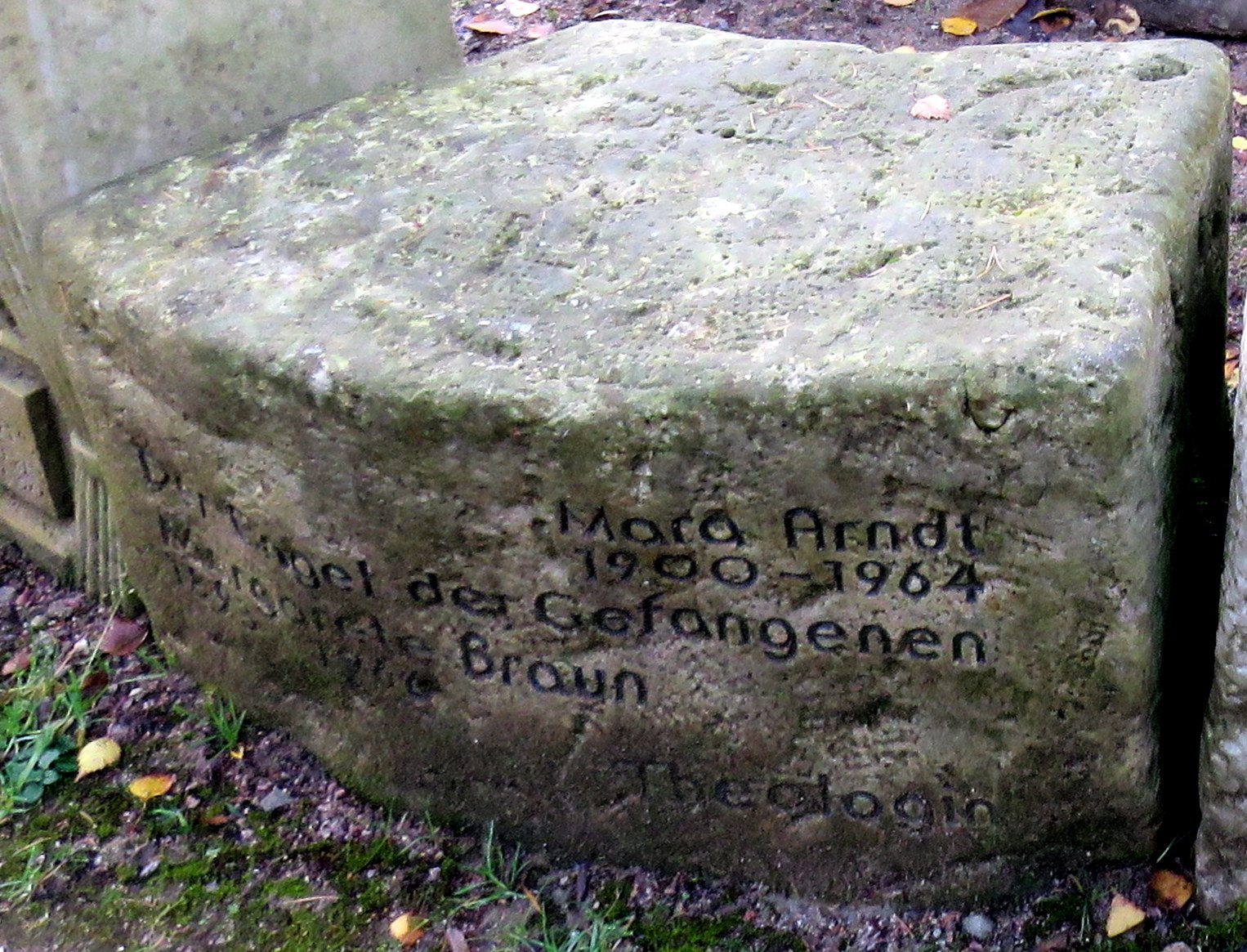
Erinnerungsstein im Garten der Frauen auf dem Friedhof Ohlsdorf

1934 übertrug der Landesbischof Simon Schöffel der Theologin neue Aufgaben: Gegen ihren Willen betreute sie fortan Patientinnen am Allgemeinen Krankenhaus Eppendorf und Frauen in der Mädchenanstalt Feuerbergstraße in Ohlsdorf. Ab dem 1. Januar 1947 beschäftigte sich Braun, jetzt als Vikarin, nur noch mit jungen Frauen und Mädchen der Ohlsdorfer Anstalt. Außerdem betreute sie die Haushaltungsschule in Volksdorf, das Mädchenheim Schwanenwik und Jugendheime in Reinbek und Wentorf. Am 1. Juli 1959 beendete sie auf eigenen Wunsch ihre beruflichen Tätigkeiten. Im Ruhestand widmete sich Braun weiterhin Stiften und Altenheimen im Bezirk der St.-Martinuskirche in Eppendorf.
In Hamburg wird auf dem Ohlsdorfer Friedhof im Garten der Frauen an Margarete Braun erinnert.